# Fra Fyrste til Knejpevært
Fra Fyrste til Knejpevært er en dansk stumfilm fra 1913, der er instrueret af Holger-Madsen efter manuskript af Rudolf Presber.

## Handling
Denne artikel mangler et handlingsreferat. Hjælp os med at skrive det.

## Medvirkende
- Alf Blütecher - Fyrst Spinarosa
- Rita Sacchetto - Fyrstinde Spinarosa
- Cajus Bruun - Den gamle fyrste
- Augusta Blad - Den gamle fyrstinde
- Marie Niedermann - Asta Leonhard, skuespillerinde
- Lau Lauritzen Sr. - Ferrari, impresario
- Johannes Meyer - Werner, huslærer hos fyrsteparret
- Zanny Petersen
- Johanne Krum-Hunderup
- Johannes Ring
- Franz Skondrup
- Vera Esbøll
- Agnes Andersen
- Birger von Cotta-Schønberg
- Axel Mattsson
- Torben Meyer